# Eric Brook
Eric Frederick Brook (* 27. November 1907 in Mexborough; † 29. März 1965 in Wythenshawe) war ein englischer Fußballspieler. Er war mit 178 Toren Rekordtorschütze des Vereins Manchester City.

## Karriere
Der im Jahre 1907 in Mexborough geborene Brook begann seine Laufbahn als professioneller Fußballspieler beim nahe gelegenen Zweitligisten FC Barnsley und spielte dort in der Offensive auf der Position des Linksaußen. Gemeinsam mit seinem Mannschaftskameraden Fred Tilson wechselte er 1928 für eine Ablöse von insgesamt 6.000 britischen Pfund in die erstklassige First Division zu Manchester City, wo sie beide zur gleichen Zeit am 17. März gegen Grimsby Town ihren Einstand gaben.
Nur ein Jahr später folgte am 19. Oktober 1929 Brooks erstes Länderspiel für die englische Nationalmannschaft gegen Nordirland. Insgesamt sollte er auf 18 Einsätze für England kommen, wobei ihm dabei zehn Tore gelangen. Als Höhepunkt gilt dabei seine Teilnahme an dem Spiel gegen den damals amtierenden Weltmeister aus Italien beim legendären „Battle of Highbury“, in dem er zunächst einen Elfmeter verschoss, später aber noch zwei Tore zum 3:2-Sieg beisteuern konnte. Die große Konkurrenz in der Person von Cliff Bastin vom FC Arsenal auf der linken Flügelposition verhinderte schließlich, dass Brook zu einer bedeutend größeren Anzahl von Länderspielen kam.
Zur Mitte der 1930er-Jahre konnte Brook mit Manchester City zwei FA-Cup-Endspiele in Serie erreichen und gewann 1933/34 den Pokal im zweiten Anlauf. Zudem wurde er 1936/37 als Stammspieler unter Wilf Wild Englischer Meister. In über elf Jahren erzielte er dabei in 494 Pflichtspielen 178 Treffer und hat damit – neben seinem Status als Rekordtorschütze – die sechstmeisten Einsätze in der Vereinsgeschichte von Manchester City absolviert.
Obwohl er während seiner Karriere zumeist auf der linken Flügelposition agierte, war Brook ein auf dem Spielfeld universell einsetzbarer Fußballer. Nach Aussage seines Mannschaftskameraden Frank Swift wollte ihn Brook gar als Torwart ersetzen, als er sich selbst während eines Spiels verletzt hatte und zog sich dazu spontan das – für ihn jedoch viel zu große – Torwarttrikot an.
Seine Karriere endete 1940 während der Anreise zu einem internationalen Vergleich Englands gegen die Auswahl Schottland in einem sogenannten „Wartime international“ (das anstelle eines regulären Länderspiels während des Zweiten Weltkriegs ausgetragen wurde). Brook verunglückte bei einem Autounfall und zog sich einen Schädelbruch zu. Da vor allem Kopfbälle danach nicht mehr möglich waren, beendete er seine Laufbahn.
In seiner Heimat Mexborough wurde er schließlich Busfahrer und arbeitete in seinem späteren Leben noch als Gastwirt und Kranführer. Im Jahre 1965 verstarb Brook zu Hause in Wythenshawe.
Rückblickend wird Brook als einer der besten englischen Spieler seiner Zeit angesehen. Manchester City ehrte ihn später durch eine Aufnahme in die vereinseigene „Hall of Fame“.

## Erfolge
- Englischer Meister: 1936/37
- FA-Cup-Sieger: 1933/34